# Cova del Toll
Cova del Toll är en grotta i Spanien.   Den ligger i provinsen Província de Barcelona och regionen Katalonien, i den östra delen av landet, 500 km öster om huvudstaden Madrid. Cova del Toll ligger 750 meter över havet.

## Historia
Grottan har varit känd av lokalbefolkningen sedan länge, men undersöktes inte av grottforskare förrän 1948, när den spelelogiska forskningsgruppen i Barcelona Mountaineering Club (G.E.S.-C.M.B.) började utforska grottan.
1948 var den enda kända ingången en vattenkälla, vars gång blev ett trångt och smalt galleri som var svårforcerat. År 1952 längre in i grottan, i det så kallade Södra galleriet, fann speleologerna rikligt med arkeologiska och paleontologiska lämningar. Upptäckten av dessa lämningar på en så otillgänglig plats i grottan antydde att det tidigare måste ha funnits en annan mynning. Södra galleriet borde kunna nås på ett  enklare sätt.
1954 i samarbete med G.E.M. av Moyá, bestämdes man sig för en plats där den förmodade mynningen skulle ligga. Efter en rad grävningar lyckades speleologerna J. Sala, P. Quintana, J. Armadans och Joan Surroca äntligen hitta sin mynning den 29 oktober 1954. Senare utgrävningar visade att detta galleri hade varit obeträtt av människor under 4000 år. Under följande åren skulle man framgångsrikt öppna vägen genom det trånga och besvärliga östra galleriet. 
Förekomsten av den närliggande Bassot Avenc (Bassot-klyftan) tydde på att de två grottorna hörde samman. År 1980 utfördes en exaktare topografisk undersökning för att bestämma avståndet mellan klyftan och den sista delen av östra galleriet , vilket gav ett resultat på 80 m. Efter att ha tagit sig in klyftan lyckades en grupp passera flera mycket smala pass, och hitta en förbindelse mellan Avenc del Bassot och Cova del Toll den 15 augusti 1980. Därefter utfördes en utpumpning av de översvämmade gallerierna och man lyckades avancera ytterligare 20 meter i motsatt riktning.

### Grottan öppnas för turister
På 1960-talet ordnades belysning av grottans inre. 1981 utökades belysningen och grottan invigdes av Josep Tarradellas. På 1980-talet börjar sporadiska besök i grottan efter samråd med Joan Surroca. Sedan 1994 har olika insatser genomförts för att främja turismen och kulturvärdena i grottorna, och man har börjat med regelbundna guidade turer och undervisning om platsen efter överenskommelse.

## Beskrivning
Toll-grottan har tre ingångar: Södra mynningen, mynningen med källan och Avenc del Bassot.
Grottan inre är indelad i fyra sektorer:
Södra galleriet är det område som besökare kan beträda. Den består av ett rakt galleri som är 108 meter långt. Det är i detta område som förhistoriska människor levde och det är där de flesta arkeologiska och paleontologiska lämningar har hittats. I slutet av galleriet finns en förgrening, till höger är Östra galleriet och till vänster Uppvällningsgalleriet  som är stängt med ett galler
Östra galleriet  som löper ovanför ett intermittent vattenflöde. I början har galleriet bra dimensioner, men blir sedan smalare och svårare längre in, det finns fler och fler passager med vatten och lera som. Galleriet kan bara besökas så långt som till Sipho Hall.
Uppvällningens mun: Galleriet har en längd på 543 meter, tills det når skärningspunkten med Södra galleriet och Östra galleriet. Detta galleri är fortsättningen på östra galleriet, och som sådant är det fortsättningen på en liten underjordisk flod som blir aktiv under regnperioden och vars flöde kommer ut genom uppvällningens mynning. Galleriet är fritt tillgängligt nästan ända till slutet, där det finns en grind för att förhindra fortsättning.
Avenc del Bassot (Bassot klyfta) är en liten klyfta som är 12 meter djup. På baksidan av den finns ett litet och smalt galleri, som inte är något annat än fortsättning av östra galleriet, med vilket det kommunicerar dock genom flera mycket trånga passager.

## Morfogenes (grottans bildande)
Denna grotta är resultatet av en flod som får ett vattenflöde under regnperioden. Först  Södra galleriet utloppet för vattnet. Därefter grävde floden ut ett nytt galleri som forsade ut ur uppvällningens mynning, vilket fick det södra galleriet att torka ut. Trots detta kan detta galleri bli översvämmat efter kraftiga regn.

## Arkeologiska och paleontologiska fynd
Tollgrottan är en av de rikaste förhistoriska grottorna i Europa när det gäller kvartär fauna under Würm-glaciationen (sista istiden): flodhäst (Hipopotamos Lanuda), noshörning, grottbjörn, lejon, hyena, uroxe, gems, etc. Spår efter eld och en del flinta från mousterien visar att även neandertalmänniskan besökt grottan under mellanpaleolitikum. Lämningarna från yngre stenåldern och bronsåldern är rikare. Föremålen som hittats ställs ut och tolkas i det arkeologiska och paleontologiska museet i Moyá.

## Geografiska omgivningar och klimat
Terrängen runt Cova del Toll är lite kuperad, och sluttar söderut. Runt Cova del Toll är det ganska tätbefolkat, med 60 invånare per kvadratkilometer. Närmaste större samhälle är Vic, 16,6 km nordost om Cova del Toll. 